# لوکاس الگوزینو
لوکاس الگوزینو (انگلیسی: Lucas Algozino؛ زادهٔ ۲۹ سپتامبر ۱۹۹۵) بازیکن فوتبال اهل آرژانتین است.